# 大石昌良
大石 昌良（おおいし まさよし、Masayoshi Oishi、1980年〈昭和55年〉1月5日 - ）は、日本のシンガーソングライター。Sound Scheduleのボーカル・ギター担当。愛媛県宇和島市出身。血液型はA型。CAT entertainment所属。特にアニメソングシンガーなどとして「オーイシマサヨシ」名義でも活動する。

## 来歴

### 生い立ちからSound Schedule解散まで
1980年1月5日に愛媛県宇和島市で生まれ、宇和島市立城北中学校、愛媛県立宇和島東高等学校を経て神戸商科大学（現・兵庫県立大学）へ進学。
大学在学中の1999年に川原洋二・沖裕志とSound Scheduleを結成し、2001年9月にメジャーデビュー。2003年1月24日、Sound Scheduleのメンバーとして『ミュージックステーション』に初出演し「ピーターパン・シンドローム」を披露するも、ブレイクには繋がず2006年10月にバンドが解散。

### 2007年 - 2012年：ソロデビュー以降
2007年8月よりコロムビアアーティストマネジメントに所属、2008年6月25日に1stシングル『ほのかてらす』をリリースし「大石昌良」名義でソロデビュー。また、2009年頃からソロ活動と並行して元cuneの小林亮三とのユニット「OKコンビ」としても活動する。
2010年8月よりポニーキャニオンアーティスツに移籍。
2011年9月にはSound Scheduleが再結成。当初は期間限定の予定だったが、解散せずにSound Scheduleとしての活動も続けることを発表。

### 2013年 - 現在：アニメソングへの進出以降
2013年10月、テレビアニメ『ダイヤのA』主題歌「Go EXCEED!!」にボーカリストとして参加し、アニメソングシンガーとしての活動を開始する。
2014年3月、OKコンビの活動を終了し、5月にポニーキャニオンアーティスツを退所。同年6月にアニメ・ゲームコンテンツ向けの名義「オーイシマサヨシ」を立ち上げ、8月に『君じゃなきゃダメみたい』でデビュー。翌2015年にはTom-H@ckとのユニットOxT（オクト）の結成を発表、5月にデビューした。
また、前述の「君じゃなきゃダメみたい」では自らが作詞・作編曲も行ったほか、2015年にTVアニメ『血液型くん!2』主題歌「ブラッドタイプ☆ハートビート」を声優ユニットアース・スター ドリームに楽曲提供するなど、アニメソングクリエイターとしての活動も開始。
2019年3月、平成アニソン大賞において「ようこそジャパリパークへ」が作詞賞、「君じゃなきゃダメみたい」が作曲賞（ともに2010年 - 2019年）に選出。
2020年5月24日、自身のYouTubeチャンネルの登録者数が10万人を突破。なお、前日に「10万人行くまで終われない大石昌良」という登録者数が10万人を達成するまで生配信を続けるという企画を予告していたが、配信を開始する10分前に10万人に到達。配信が企画倒れとなってしまったことがTwitterのトレンドトピックとなった。同年7月1日より、所属していたF.M.Fの独立・合併によりCAT entertainmentへ移籍。31日に、一般女性との結婚を自身のTwitterで発表。
2021年1月5日、自身の41歳の誕生日を記念して、オンラインワンマンライブ「世界が君を必要とする時が来たんだ」をチケット料金1000円で開催。Twitterにてライブの感想を書き込む際に使用していたタグ「#オーイシ1000円」が、Twitterの世界トレンドで1位を記録した。同年11月6日、『世にも奇妙な物語 '21秋の特別編』「優等生」に出演し、役者としてのデビューを果たす。
2022年12月26日、「愛媛・伊予観光大使」に任命された。
2024年3月2日、自身初となる日本武道館でのワンマンライブ『オーイシ武道館 ～オーイシマサヨシ ワンマンライブ at 日本武道館～』が開催された。

## 人物・プロフィール
小中高時代はサッカー部に所属していた。中学1年の頃に「彼女に曲を作ってやれよ」とクラスメイトに言われ、初めて作曲をした。タイトルは「きっと今夜はホーリーナイト」。高校時代にバンドを組み、学校では部活をし、帰宅後にバンドをやる生活をしていた。田舎で練習スタジオが無かったため、大工の資格を持っていた父と共にスタジオを自作して練習していた。
メインで使用しているアコースティックギターはYAMAHAのLS36。影響を受けた音楽にビートルズ、オアシス、サイモン&ガーファンクル、ギルバート・オサリバン、T-REX、90年代J-POP、昔のアニメソング、ミュージカルのCHICAGOなどがある。また、雑誌内での「現在注目しているクリエイターは」との質問に対し、Tom-H@ck、田淵智也（UNISON SQUARE GARDEN）、田中秀和（MONACA）の3名を挙げている。所持しているDVDの3割が音楽作品で、7割がアニメ作品。特にスタジオジブリや細田守の作品を多く所持している。趣味に家庭菜園、エゴサーチ等を挙げている。
2013年から「弾き語りラボ」というアコースティックライブのツアーをほぼ毎年冬に行っている。これは、弾き語りで日本一を目指すシンガーソングライターとして、アコースティックギター1本で観客とどこまでエンターテイメントが出来るのか、その可能性を研究しようというコンセプトで始まったライブである。演奏自体はストロークやアルペジオだけではなく、スラップ奏法などを織り交ぜることで、ギターからベース、ドラム、ギターが聴こえてくるような軽快な演奏をすることが特徴。開催年によっては舞台装置をステージ上に散りばめての演奏や、CO2ガスを使った特殊効果演出を行うなど、演奏だけでなく演出面も含め、よりエンタメに特化したライブとなる。また、同タイトルによる弾き語りの動画配信も2013年から不定期で行っており、こちらは大石が雑談を交えながら自身の曲やカバー曲をアコースティックギターで披露する流れが定番となっている。
顔立ちや体型、髪型やメガネをかけたときの風貌が声優の櫻井孝宏に酷似しており、ネット上で話題となるばかりか、大石が櫻井に間違えられる、あるいはその逆のことが起きることがある。大石本人もSNSでこのことをネタにしており、時には櫻井と並んだツーショット写真を公開することもある。ほかに、元プロ野球選手で元阪神タイガース監督の矢野燿大とも似ていると話題になったこともある。

## 楽曲制作について
作曲の際には、コードから作り始めることが多く、次にメロディーから作るパターンが多い。その後AメロやBメロの4小節などサビの部分的なパターンが出来たらiPhoneのボイスメモに録り、曲のパーツが揃ったらDAWソフトに移行しバッキングを作っていく。よく使うコード進行としては、ディミニッシュや代理コードを使って半音進行させることが多い。またストックはなく、楽曲提供の際は資料や原作を読んでから曲を書き下ろしていく。これはクライアントからの細かいオーダー（「Bメロとサビはこう」など構成面の指示を受けることもある）に応える時、ストックを当てはめていくと何処かで無理が生じてしまうという考えであり、基本的に楽曲はオーダーメイドで作ることを心掛けている。
作詞についてはかつてはひねり出すような感じだったが、「文字にすると文章だったり説明になってしまう気がする」という理由から制作スタイルを変えた。「頭の中や実際に自分で歌ってみてみてハマる言葉っていうのが一番メロディに近いところにあるのかなって」「リリック（曲に乗せる歌詞）をライム（韻を踏む）な言葉をより新鮮な状態で手にするためには、音で出てきたそのものがすべてなんだから」と、最終的な言葉のまとめやライムに関わらない「てにをは」を変える作業はパソコンで行っているものの、基本的に紙に歌詞を書くことは控えている。また、そのような制作スタイルを行うようになったことで作詞に詰まることがなくなり、言葉が自然に出てくるようになったという。
楽曲提供を始めたきっかけは、新人時代に付いていたマネージャーと偶然再会したことだと語っている。当時ピザ屋のアルバイト中に配達を行った際、インターフォンを押すと21、22歳の頃に大石に付いていたマネージャーが出てきた事に驚き、その場は急いで帽子を深くかぶり、声色も変え他人のふりをしてやり過ごした。その後会計を終え一人になった際、自身の現状に情けなさ、恥ずかしさに直面し号泣したという。店舗に戻った後、当時入っていたシフトで辞める事を店長に伝え、その後当時所属していた音楽事務所も辞め、音楽だけで食べていくために楽曲提供の仕事を始めた。また、クリエイターとしての特徴として大石自身はアート・芸術性よりもエンターテインメントに重きを置いており、提供した楽曲の先にいるユーザーをどう満足させるか、クライアントがどうリピーターになってくれるのかを考えているという。ミュージシャンとして売れない時期の経験も踏まえ、人に必要とされることで幸せや喜びを感じるとも語っている。

## オーイシマサヨシとしての活動
アニメやゲームコンテンツなどでの歌手活動および、MC業（バラエティ色の強い番組）に出演する際にはカタカナのオーイシマサヨシとして活動している。大石昌良とは遠い親戚という設定であり、外見の違いに大きな黒縁メガネを掛けている事が特徴である。
立ち上げのきっかけは、Tom-H@ck featuring 大石昌良名義でリリースした『Go EXCEED!!』以降アニメに関する仕事が増えた大石に対し、「別の主題歌を書いてみないか」という話を受けたことであり、その曲（「君じゃなきゃダメみたい」）を歌うときに、「今まで培ってきたスキルや技術はそのままに、一回別の人格としてリセットして、もう一回キャラづけを改めてしていく」「アニメコンテンツとか、ゲームコンテンツファンに向けて、1番刺さりやすいそんなキャラクターを作ろうと思ったのが、きっかけでした」とインタビューにて答えている。
オーイシマサヨシとしての活動時には「アニソン界のおしゃべりクソメガネ」と自称する。これに至った経緯として、アニメコンテンツに関わるようになり、自身が人に喜んでもらうサービス業であるという認識が非常に大事だと思うようになったことを挙げている。しかし、他人に「おしゃべりクソメガネ」と言われることは好まない。
アニソンを歌うときの支柱としてオーイシは「原作こそが絶対に正義」であり、ゼンマイになるのが一番大事だと考えている。これは主張のないゼンマイではなく、作品が円滑にまわるための素晴らしいギア（黄金のゼンマイ）になるということで、それこそが一番の役割であり、求める形になるまで何度でもリトライすると述べている。
オーイシ名義での活動について当人は、自身にとっての活動の一部であり、だからこそ「何やっても大丈夫」というような開き直り感があり、「この歳から新しいこと始めるんだから、どうせだったらはっちゃけよう」とか、「今までとはまったく別の角度からやってみよう」と思ったと述べている。また「君じゃなきゃダメみたい」のMVでのダンスに関しても、「『オーイシマサヨシはもう何でもできるな』って思いました。カタカナの名前を作ったことで。漢字の大石昌良、サウスケのボーカル＆ギターとしては踊れないですから。」と後年に語っており、実際に近年では特撮コンテンツの主題歌や音楽配信番組のMCを行うなど、その仕事の幅は年々広がりを見せている。

## ディスコグラフィ

### シングル
|                  | 発売日         | タイトル                                        | 規格品番                                                                                              | 最高位   | 収録アルバム            |
| 大石昌良         | 大石昌良       | 大石昌良                                        | 大石昌良                                                                                              | 大石昌良 | 大石昌良                |
| ---------------- | -------------- | ----------------------------------------------- | --- | -------- | ----------------------- |
| 1st              | 2008年6月25日  | ほのかてらす                                    | CYCL-35010                                                                                            | 67位     | 『あの街この街』        |
| 2nd              | 2008年9月24日  | うしろのしょうめん                              | CYCL-35014                                                                                            | 60位     | 『あの街この街』        |
| 3rd              | 2009年6月17日  | ラブ                                            | CYCL-35019                                                                                            | 71位     | 『G.D. アトラクション』 |
| 4th              | 2009年10月21日 | 幻想アンダーグラウンド                          | CYCL-35023                                                                                            | 86位     | 『G.D. アトラクション』 |
| 5th              | 2010年12月     | ダイヤモンド                                    | 014-001                                                                                               |          | 未収録                  |
| 6th              | 2013年3月      | MAGICAL ACOUSTIC TOUR                           | [ 注 3 ]                                                                                              |          | 未収録                  |
| 7th              | 2013年12月     | PHASE ONE                                       | LAB014-001                                                                                            |          | 未収録                  |
| 8th              | 2018年3月7日   | パラレルワールド                                | DDCZ-2190                                                                                             | 51位     | 未収録                  |
| 9th              | 2018年11月21日 | ボーダーライン                                  | DDCZ-2223                                                                                             | 55位     | 未収録                  |
| 10th             | 発売日未定     | インソムニア                                    | DDCZ-2244                                                                                             | TBA      | 未収録                  |
| オーイシマサヨシ |                |                                                 | |          |                         |
| 1st              | 2014年8月27日  | 君じゃなきゃダメみたい                          | ZMCZ-9575                                                                                             | 23位     | 『仮歌』                |
| 2nd              | 2018年5月23日  | オトモダチフィルム                              | ZMCZ-12024                                                                                            | 30位     | 未収録                  |
| 3rd              | 2018年7月18日  | Hands                                           | PCCG-70431                                                                                            | 50位     | 『エンターテイナー』    |
| 4th              | 2019年8月21日  | 楽園都市                                        | PCCG-01806（通常盤） PCCG-01805（アニメジャケット盤）                                                 | 28位     | 『エンターテイナー』    |
| 5th              | 2020年6月3日   | 世界が君を必要とする時が来たんだ/英雄の歌       | PCCG-01907（通常盤） PCCG-01906（初回限定盤）                                                         | 18位     | 『エンターテイナー』    |
| 6th              | 2021年4月21日  | インパーフェクト                                | PCCG-01996（通常盤） PCCG-01997（アニメジャケット盤）                                                 | 21位     | 『エンターテイナー』    |
| 7th              | 2021年4月21日  | ロールプレイング                                | PCCG-01998（通常盤） PCCG-01999（アニメジャケット盤）                                                 | 39位     | 『エンターテイナー』    |
| 8th              | 2022年6月1日   | 恋はエクスプロージョン (feat.田村ゆかり)        | PCCG-02146（通常盤） PCCG-02147（アニメジャケット盤）                                                 | 28位     | 『ユニバース』          |
| 9th              | 2023年3月8日   | ギフト                                          | PCCG-02223（通常盤） PCCG-02224（天使盤） PCCG-02225（GRID盤）                                        | 16位     | 『ユニバース』          |
| 10th             | 2023年5月31日  | 死んだ!                                         | PCCG-02250（通常盤） PCCG-02249（初回盤） SCCG-0131（CLUB014限定盤）                                  | 28位     | 『ユニバース』          |
| 11th             | 2023年11月1日  | 好きになっちゃダメな人                          | PCCG-02299 （通常盤） PCCG-02300（アニメジャケット盤） SCCG-00147（CLUB014限定盤）                    | 35位     | 『ユニバース』          |
| 12th             | 2024年2月7日   | なまらめんこいギャル                            | PCCG-02334（完全生産限定盤）                                                                          | 25位     | 『ユニバース』          |
| 13th             | 2024年11月6日  | ギャンブリングホール                            | PCCG-02403（初回限定盤） PCCG-02404（通常盤） BRCG-00100（CLUB014限定盤）                             | 17位     | 未収録                  |
| 14th             | 2025年2月19日  | 主人公になろう! feat.鈴木愛理/L'oN              | PCCG-02426（空色盤） PCCG-02427（花子くん盤） BRCG-00102（CLUB014限定盤） BRCG-00103（CLUB014限定盤） | 17位     | 未収録                  |
| 15th             | 2025年8月6日   | かごめかごめ/ふたりキャンプ feat.SPECIAL OTHERS | PCCG-02454（CD+Blu-ray盤） PCCG-02455（通常盤） BRCG-00106（CLUB014限定盤）                           | 30位     | 未収録                  |

### 配信デジタルシングル
|                  | 発売日         | タイトル                                     | 品番       | 収録アルバム                   |          |
| 大石昌良         | 大石昌良       | 大石昌良                                     | 大石昌良   | 大石昌良                       | 大石昌良 |
| ---------------- | -------------- | -------------------------------------------- | ---------- | ------------------------------ | -------- |
| 1st              | 2012年11月14日 | レッツシンガソング                           |            | 『マジカルミュージックツアー』 |          |
| 2nd              | 2012年12月5日  | 鍵っ子ノエル                                 |            | 『マジカルミュージックツアー』 |          |
| 3rd              | 2013年1月16日  | おはよう                                     |            | 『マジカルミュージックツアー』 |          |
| オーイシマサヨシ |                |                                              |            |                                |          |
| 1st              | 2019年12月11日 | ボルテシモ (Volt-ssimo)                      |            | 未収録                         |          |
| 2nd              | 2020年7月20日  | キンカンのうた2020                           | PCSP-03106 | 『エンターテイナー』           |          |
| 3rd              | 2021年2月26日  | 神或アルゴリズム (feat.りりあ。)             | PCSP-03286 | 『エンターテイナー』           |          |
| 4th              | 2022年9月11日  | 碧い砲撃                                     | PCSP-04424 | 『ユニバース』                 |          |
| 5th              | 2023年9月15日  | 黄金航路                                     | PCSP-05328 | 『ユニバース』                 |          |
| 6th              | 2024年4月5日   | デュエルしようぜ!                            | PCSP-05709 | 未収録                         |          |
| 7th              | 2024年8月12日  | あとの祭り                                   | PCSP-05933 | 未収録                         |          |
| 8th              | 2024年9月9日   | Sea of Wonderland                            | PCSP-06016 | 未収録                         |          |
| THE FIRST TAKE   |                |                                              |            |                                |          |
| 1st              | 2025年3月14日  | 君じゃなきゃダメみたい - From THE FIRST TAKE | PCSP-06419 | 未収録                         |          |
| 2nd              | 2025年3月21日  | uni-verse - From THE FIRST TAKE              | PCSP-06420 | 未収録                         |          |

### オリジナルアルバム
|                  | 発売日         | タイトル                   | 規格品番                                    | 規格品番   | 最高位   |
| 初回限定盤       | 発売日         | タイトル                   | 通常盤                                      |            | 最高位   |
| 大石昌良         | 大石昌良       | 大石昌良                   | 大石昌良                                    | 大石昌良   | 大石昌良 |
| ---------------- | -------------- | -------------------------- | ------------------------------------------- | ---------- | -------- |
| 1st              | 2008年11月26日 | あの街この街               | CYZL-10001                                  | CYCL-60008 | 103位    |
| 2nd              | 2009年11月18日 | G.D. アトラクション        | CYZL-60019                                  | CYCL-60019 | 85位     |
| 3rd              | 2012年1月25日  | 31マイスクリーム           | CYZL-60022                                  | -          | 116位    |
| 4th              | 2013年2月20日  | マジカルミュージックツアー | -                                           | FUCD-1043  | 132位    |
| 5th              | 2015年12月2日  | 大石昌良の弾き語りラボ     | -                                           | DDCZ-2067  | 39位     |
| 6th              | 2016年7月13日  | 君に聞かせる物語           | DDCZ-9054                                   | DDCZ-2096  | 36位     |
| オーイシマサヨシ |                |                            |                                             |            |          |
| 1st              | 2021年8月25日  | エンターテイナー           | PCCG-02012 (CD+Blu-ray) PCCG-02013 (CD+DVD) | PCCG-02014 | 19位     |
| 2nd              | 2024年2月7日   | ユニバース                 | PCCG-02335 (CD+Blu-ray) PCCG-02336 (CD+DVD) | PCCG-02337 | 16位     |

### カバーアルバム
|                  | 発売日           | タイトル         | 規格品番         | 最高位           |
| オーイシマサヨシ | オーイシマサヨシ | オーイシマサヨシ | オーイシマサヨシ | オーイシマサヨシ |
| ---------------- | ---------------- | ---------------- | ---------------- | ---------------- |
| 1st              | 2017年7月26日    | 仮歌             | DDCZ-2160        | 15位             |
| 2nd              | 2019年6月26日    | 仮歌II           | DDCZ-2234        | 24位             |

### ライブアルバム
|                  | 発売日           | タイトル                                                         | 規格品番         | 備考                                                                                    |
| オーイシマサヨシ | オーイシマサヨシ | オーイシマサヨシ                                                 | オーイシマサヨシ | オーイシマサヨシ                                                                        |
| ---------------- | ---------------- | ---------------------------------------------------------------- | ---------------- | --------------------------------------------------------------------------------------- |
| 1st              | 2022年3月23日    | オーイシマサヨシ ワンマンライブ「エンターテイナー」              | PCCG-02128       | 2021年9月19日にパシフィコ横浜で行われたワンマンライブの音源。DVD、Blu-ray盤と同時発売。 |
| 2nd              | 2025年3月2日     | オーイシ武道館 〜オーイシマサヨシ ワンマンライブ at 日本武道館〜 | PCSP-06325       | 2024年8月28日に発売された同名の映像作品の音源。配信限定リリース。                       |

### 映像作品
| 枚               | 発売日        | タイトル                                                               | 規格品番                                                            |
| 大石昌良         | 大石昌良      | 大石昌良                                                               | 大石昌良                                                            |
| ---------------- | ------------- | ---------------------------------------------------------------------- | ------------------------------------------------------------------- |
| 1st              | 2010年3月9日  | G.D.アトラクション                                                     | EE-1108                                                             |
| 2nd              | 2013年9月18日 | MAGICAL MUSIC TOUR THE LIVE @ SHIBUYA                                  | FUBD-1003                                                           |
| 3rd              | 2016年4月20日 | 大石昌良の弾き語りラボツアー2015 東京公演                              | DDBZ-1079                                                           |
| 4th              | 2016年9月7日  | 耳の聞こえなくなった恋人とそのうたうたい                               | DDBZ-1087                                                           |
| 5th              | 2019年5月8日  | 大石昌良の弾き語りラボ〜10th Anniversary "One Man" Show〜              | DDBZ-1096                                                           |
| オーイシマサヨシ |               |                                                                        |                                                                     |
| 1st              | 2017年12月6日 | 仮歌ツアー                                                             | DDBZ-1091                                                           |
| 2nd              | 2019年11月6日 | 仮歌ツアー2019                                                         | DDBZ-1097                                                           |
| 3rd              | 2022年3月23日 | オーイシマサヨシ ワンマンライブ「エンターテイナー」                    | PCBP-54455（DVD） PCXP-50878（Blu-ray）                             |
| 4th              | 2024年8月28日 | オーイシ武道館 〜オーイシマサヨシ ワンマンライブ at 日本武道館〜       | PCBP-54636（DVD） PCXP-51078（Blu-ray） BRXP-00039（CLUB014限定盤） |
| 5th              | 2025年8月27日 | オーイシ武道館 Vol.2 〜オーイシマサヨシ ワンマンライブ at 日本武道館〜 | PCBP-55607（DVD） PCXP-51169（Blu-ray） BRXP-00047（CLUB014限定盤） |

### 参加作品
| 発売日         | 商品名                                                     | 歌 | 楽曲                                                                           | 備考                                                                                                 |
| -------------- | ---------------------------------------------------------- | --- | ------------------------------------------------------------------------------ | --- |
| 2003年9月17日  | 『宇宙の子供』                                             | 谷山浩子 | 「意味なしアリス」                                                             | コーラス参加                                                                                         |
| 2014年3月      | OKコンビ                                                   | OKコンビ（大石昌良、小林亮三） | 「スイマーズ」「MUSIC OF LOVE」                                                | |
| 2014年12月24日 | 5 soul MATE"S"                                             | アイベヤ with 倉持洋一&増子透 | 「5 soul MATE”S”」                                                             | Web番組『「ダイヤのA」青心寮へようこそ！〜生ってこーぜ〜』テーマソング                               |
| 2015年1月14日  | #俺的ボカロ曲ロックカバー祭り Vol.3                        | オーイシマサヨシ | 「ルカルカ★ナイトフィーバー」                                                  | |
| 2015年6月15日  | おかえり                                                   | おかえりプロジェクト（花れん・大石昌良・中川奈美・工藤圭一・萩森花菜・遠藤百合・土居裕子） | 「おかえり」 「トビウオ」 「またこいよ〜studio live version」                  | |
| 2016年2月17日  | BRAND NEW BLUE                                             | 沢村栄純（逢坂良太） with オーイシマサヨシ | 「BRAND NEW BLUE」                                                             | テレビアニメ『ダイヤのA -SECOND SEASON-』エンディングテーマ                                          |
| 2016年10月19日 | 20th Sessions                                              | UNCHAIN with 大石昌良 | 「ひだまりのうた」                                                             | |
| 2017年5月17日  | Playing The World                                          | オーイシマサヨシ（OxT）、KISHOW（GRANRODEO）、鈴木このみ、茅原実里、TRUE、DRAMATIC STARS、中島愛、南條愛乃（fripSide）、羽多野渉、春奈るな、Pyxis、早見沙織、Machico、Minami、三森すずこ                     | 「Playing The World」                                                          | ライブイベント『Animelo Summer Live 2017 -THE CARD-』テーマソング                                    |
| 2018年5月16日  | Stand by...MUSIC!!!                                        | アイドルマスター SideM、アイドルマスター ミリオンライブ！ ミリオンスターズ、亜咲花、伊藤美来、内田彩、内田真礼、オーイシマサヨシ、GRANRODEO（KISHOW）、鈴木このみ、鈴木みのり、竹達彩奈、TRUE、fhána、悠木碧 | 「Stand by...MUSIC!!!」                                                        | ライブイベント『Animelo Summer Live 2018 "OK!"』テーマソング                                         |
| 2018年8月22日  | ドラゴンエネルギー                                         | オーイシマサヨシ×加藤純一 | 「ドラゴンエネルギー」                                                         | Web番組『オーイシ×加藤のニコ生☆音楽王』番組テーマソング                                              |
| 2019年4月17日  | TVアニメ「臨死!!江古田ちゃん」エンディングテーマ曲・第10話 | オーイシマサヨシ | 「沼」                                                                         | テレビアニメ『臨死!!江古田ちゃん』エンディングテーマ                                                 |
| 2019年5月17日  | CROSSING STORIES                                           | 亜咲花、石原夏織、伊藤美来、オーイシマサヨシ、大橋彩香、ZAQ、JUNNA、鈴木このみ、スフィア、TRUE、towana（fhána）、畠中祐、幹葉（スピラ・スピカ）、三森すずこ                                                  | 「CROSSING STORIES」                                                           | ライブイベント『Animelo Summer Live 2019 -STORY-』テーマソング                                       |
| 2019年5月17日  | CROSSING STORIES                                           | 奥井雅美、Minami、ZAQ、TRUE、三森すずこ、オーイシマサヨシ、鈴木このみ、仲村宗悟 | 「ONENESS (15th Stories)」                                                     | ライブイベント『Animelo Summer Live 2019 -STORY-』関連曲                                             |
| 2020年2月26日  | No.7                                                       | 地縛少年バンド（生田鷹司×オーイシマサヨシ×ZiNG） | 「No.7」                                                                       | テレビアニメ『地縛少年花子くん』オープニングテーマ                                                   |
| 2020年4月15日  | ALL TIME ROCK 'N' ROLL                                     | 鈴木雅之、山寺宏一、大石昌良 | 「夢で逢えたら ＜with 山寺宏一,大石昌良＞」                                    | |
| 2020年6月12日  | なんてカラフルな世界！                                     | オーイシマサヨシ、KISHOW (GRANRODEO)、i☆Ris、亜咲花、雨宮天、東山奈央、幹葉（スピラ・スピカ）、鈴木愛奈、仲村宗悟、伊藤昌弘 (Argonavis)                                                                      | 「なんてカラフルな世界！」                                                     | ライブイベント『Animelo Summer Live 2020 -COLORS-』『Animelo Summer Live 2021 -COLORS-』テーマソング |
| 2022年3月9日   | GUNDAM SONG COVERS3                                        | 森口博子、オーイシマサヨシ | 「STAND UP TO THE VICTORY 〜トゥ・ザ・ヴィクトリー〜 / with オーイシマサヨシ」 | |
| 2022年9月21日  | CrosSing Collection vol.1                                  | オーイシマサヨシ | 「お願いマッスル」                                                             | カバーソングプロジェクト『CrosSing - Music＆Voice-』関連曲                                           |
| 2023年8月2日   | メガネゴーラウンド                                         | マサヨシがめがねを忘れた | 「メガネゴーラウンド」                                                         | テレビアニメ『好きな子がめがねを忘れた』エンディングテーマ                                           |
| 2024年5月29日  | CrosSing Collection vol.4                                  | オーイシマサヨシ & PelleK | 「私は最強」                                                                   | カバーソングプロジェクト『CrosSing - Music＆Voice-』関連曲                                           |
| 2024年6月3日   | 366日 feat. オーイシマサヨシ                               | HY | 「366日 feat.オーイシマサヨシ」                                                | フジテレビ系月9ドラマ「366日」第9話エンディングテーマ。フィーチャリングボーカルとして参加。          |
| 2024年7月10日  | still on the journey                                       | 扇谷研人 | 「my song～希望のうた feat. 大石昌良」                                         | フィーチャリングボーカルとして参加。                                                                 |

### その他の作品
サウンドトラック
- 『プチカフェ 〜カフェ・ド・TOKYO〜』（2015年04月10日） - 扇谷研人との共作[60]
- 『プチカフェ 〜ディズニー・バラード コレクションPLUS+〜』（2015年05月29日） - 扇谷研人との共作[61]

未音源化楽曲
- 「オレを越えていけ」（歌唱：オーイシマサヨシ＆ichigo、作詞・作曲：ゆよゆっぺ[62]）
- 「FLYER」（歌唱・作曲・作詞：オーイシマサヨシ[63][注 5]）
- 「嗚呼、素晴らしき日常」（歌唱・作詞・作曲・編曲：大石昌良[65]）
- 「ただいま」（歌唱・作詞・作曲：大石昌良、編曲：RINZO・大石昌良[65]）

## タイアップ
| 楽曲                                      | タイアップ                                                                             | 時期     |
| 大石昌良                                  | 大石昌良                                                                               | 大石昌良 |
| ----------------------------------------- | -------------------------------------------------------------------------------------- | -------- |
| ほのかてらす                              | TBS『神さまぁ〜ず』2008年6・7月度エンディングテーマ                                    | 2008年   |
| ほのかてらす                              | 毎日放送『麒麟の部屋』2008年6月度エンディングテーマ                                    | 2008年   |
| ほのかてらす                              | テレビ神奈川『1230アッと!!ハマランチョ』2008年6月度エンディングテーマ                  | 2008年   |
| ほのかてらす                              | 群馬テレビ『2008高校野球ハイライト』オープニングテーマ                                 | 2008年   |
| うしろのしょうめん                        | 毎日放送『麒麟の部屋』2008年9月度エンディングテーマ                                    | 2008年   |
| うしろのしょうめん                        | ラジオ関西 2008年9月度Monthly Pickup Song                                              | 2008年   |
| うしろのしょうめん                        | テレビ東京『アリケン』2008年10-12月度エンディングテーマ                                | 2008年   |
| うしろのしょうめん                        | 京都放送他『Music B.B.』2008年10月度パワープレイ曲                                     | 2008年   |
| うしろのしょうめん                        | テレビ神奈川『1230アッと!!ハマランチョ』2008年12月度エンディングテーマ                 | 2008年   |
| ターミナル                                | エフエムナックファイブ 2008年12月度パワーセレクション                                  | 2008年   |
| ラブ                                      | TBS/MBS系全国ネット『クメピポ! 絶対あいたい1001人』2009年4 - 6月度エンディングテーマ曲 | 2009年   |
| ラブ                                      | TOKYO FM 2009年6月度ブランニューソング                                                 | 2009年   |
| ラブ                                      | 毎日放送『アニメシャワー』2009年6月度オープニング曲                                    | 2009年   |
| ラブ                                      | テレビ神奈川『1230アッと!!ハマランチョ』2009年4 - 6月度エンディング・テーマ            | 2009年   |
| ラブ                                      | FM徳島 2009年7月度 POWER PLAY                                                          | 2009年   |
| 幻想アンダーグラウンド                    | 毎日放送『麒麟の部屋』2009年11月度エンディングテーマ                                   | 2009年   |
| 幻想アンダーグラウンド                    | 名古屋テレビ『スポケン』2009年11月度エンディングテーマ                                 | 2009年   |
| 幻想アンダーグラウンド                    | 名古屋テレビ『キングコングのあるコトないコト』第1 - 4回エンディングテーマ              | 2009年   |
| 幻想アンダーグラウンド                    | BS朝日 デジタル5ch『ぜひもの』2009年10 - 12月 エンディングテーマ                       | 2009年   |
| カブライダー                              | TOKYO FM 2009年11・12月度ブランニューソング                                            | 2009年   |
| カブライダー                              | 毎日放送『麒麟の部屋』2009年12月度エンディングテーマ                                   | 2009年   |
| 嗚呼、素晴らしき日常                      | 毎日放送『よんチャンTV』オープニングテーマ                                             | 2021年   |
| ただいま                                  | 毎日放送『よんチャンTV』エンディングテーマ                                             | 2021年   |
| オーイシマサヨシ                          |                                                                                        |          |
| 君じゃなきゃダメみたい                    | テレビアニメ『月刊少女野崎くん』オープニングテーマ                                     | 2014年   |
| オトモダチフィルム                        | テレビアニメ『多田くんは恋をしない』オープニングテーマ                                 | 2018年   |
| オトモダチフィルム                        | ニコニコ生放送『オーイシ×加藤のニコ生☆音楽王』2018年4月度エンディングテーマ            | 2018年   |
| Hands                                     | 特撮テレビドラマ『ウルトラマンR/B』主題歌                                              | 2018年   |
| 楽園都市                                  | テレビアニメ『コップクラフト』オープニングテーマ                                       | 2019年   |
| Hero                                      | Webアニメ『モンスターストライク』主題歌                                                | 2019年   |
| Departure                                 | Webアニメ『モンスターストライク』挿入歌                                                | 2019年   |
| ボルテシモ (Volt-ssimo)                   | NHK ノーナレ「アニソン・ダンスバトル これがオレたちの愛だ」番組オリジナルテーマソング  | 2019年   |
| 世界が君を必要とする時が来たんだ          | テレビアニメ『トミカ絆合体 アースグランナー』オープニングテーマ                        | 2020年   |
| 英雄の歌                                  | アニメ映画『モンスターストライク THE MOVIE ルシファー 絶望の夜明け』主題歌             | 2020年   |
| キンカンのうた2020                        | 2020・2021年度「キンカン」CMイメージソング                                             | 2020年   |
| インパーフェクト                          | テレビアニメ『SSSS.DYNAZENON』オープニングテーマ                                       | 2021年   |
| ロールプレイング                          | テレビアニメ『ドラゴン、家を買う。』オープニングテーマ                                 | 2021年   |
| パワフルバディ                            | Webアニメ『パワフルプロ野球 パワフル高校編』主題歌                                     | 2021年   |
| 恋はエクスプロージョン（feat.田村ゆかり） | テレビアニメ『恋は世界征服のあとで』オープニングテーマ                                 | 2022年   |
| 碧い砲撃                                  | スマートフォン向けアプリゲーム『アズールレーン』5周年記念ソング                        | 2022年   |
| ギフト                                    | テレビアニメ『お隣の天使様にいつの間にか駄目人間にされていた件』オープニングテーマ     | 2023年   |
| uni-verse                                 | 劇場アニメ『グリッドマン ユニバース』主題歌                                            | 2023年   |
| 死んだ!                                   | テレビアニメ『勇者が死んだ!』オープニングテーマ                                        | 2023年   |
| 黄金航路                                  | スマートフォン向けアプリゲーム『アズールレーン』6周年記念ソング                        | 2023年   |
| 好きになっちゃダメな人                    | テレビアニメ『お嬢と番犬くん』オープニングテーマ                                       | 2023年   |
| なまらめんこいギャル                      | テレビアニメ『道産子ギャルはなまらめんこい』オープニングテーマ                         | 2024年   |
| 僕らの箱庭                                | 劇場アニメ『クラメルカガリ』主題歌                                                     | 2024年   |
| エレクトリックパレード                    | J-POWER公式コラボレーションソング                                                      | 2024年   |
| デュエルしようぜ!                         | テレビアニメ『遊☆戯☆王ゴーラッシュ!!』オープニングテーマ                               | 2024年   |
| あとの祭り                                | テレビドラマ『サバエとヤッたら終わる』オープニング主題歌                               | 2024年   |
| ギャンブリングホール                      | テレビアニメ『凍牌～裏レート麻雀闘牌録～』オープニングテーマ                           | 2024年   |
| Sea of Wonderland                         | スマートフォン向けアプリゲーム『アズールレーン』7周年記念ソング                        | 2024年   |
| L'oN                                      | テレビアニメ『地縛少年花子くん2』オープニングテーマ                                    | 2025年   |
| 主人公になろう！feat.鈴木愛理             | テレビアニメ『空色ユーティリティ』オープニングテーマ                                   | 2025年   |
| かごめかごめ                              | テレビアニメ『地縛少年花子くん2』後編オープニングテーマ                                | 2025年   |
| ふたりキャンプ feat.SPECIAL OTHERS        | テレビアニメ『ふたりソロキャンプ』エンディングテーマ                                   | 2025年   |

## 提供作品

### アーティスト
- アース・スター ドリーム
  - 「ブラッドタイプ☆ハートビート」（作詞・作曲・編曲）
- 愛美
  - 「かかった魔法はアマノジャク」（作詞・作曲・編曲）
- i☆Ris
  - 「愛 for you!」（作曲[75]）
- 亜咲花
  - 「わやわやわー!」（作詞・作曲・編曲[76]）※編曲はebaと共同編曲[77]。
- 上坂すみれ
  - 「ハッピーエンドプリンセス」（作詞・作曲・編曲※園田健太郎と共同編曲）
- 上田桃夏
  - 「私と、わたし」（編曲）
- 内田真礼
  - 「モラトリアムダンスフロア」（作詞・作曲・編曲）
  - 「君のヒロインでいるために」（作詞・作曲・編曲）
- 内田真礼×内田雄馬
  - 「BIG LOVE」（作曲[78]）
- 浦島坂田船
  - 「ARK」（作詞・作曲・編曲※奈良悠樹と共同編曲）
  - 「シンデレラステップ」（作詞・作曲）
- えなこ
  - 「名探偵キミに告ぐ」（作詞・作曲・編曲※RINZOと共同編曲）
- 大橋彩香
  - 「シンガロン進化論」（作詞・作曲・編曲）
- 柿原徹也
  - 「リングオブドランカー」（作詞・作曲・編曲）
- CUBERS
  - 「トーキョーラビリンス」（作詞・作曲・編曲※園田健太郎と共作）
- 工藤圭一
  - 「reborn」（プロデュース・コーラス）
  - 「ルーキー」（プロデュース・コーラス）
- KEISUKE
  - 「バトン」（作詞・作曲・編曲）
- Gero
  - 「ベイビーミュージックライダー」（作詞・作曲・編曲）
- koume
  - 「一期一会」（作曲
- 斉藤壮馬
  - 「フィッシュストーリー」（作詞・作曲・編曲）
- 阪本奨悟
  - 「無限のトライ」（編曲※奈良悠樹と共同編曲）
- 佐久間大介（Snow Man）
  - 「守りたい、その笑顔」（作詞・作曲）
- 鈴村健一
  - 「turn on a radio」（作曲・編曲）
- 鈴木愛理
  - 「最強の推し!」（作詞・作曲・編曲）
- 鈴木このみ
  - 「Nice to Me CHU!!!」（作詞・作曲）
- 鈴木雅之
  - 「たとえ世界がそっぽ向いても」（作詞・作曲）
- ZeBRA☆STAR
  - 「ゼブラワールド」（作詞・作曲・編曲）
- Daisy×Daisy
  - 「あしたてんきになあれ」（作詞・作曲・編曲）
- 東山奈央
  - 「とおりゃんせ」（作詞・作曲・編曲[79]）
- TRUE
  - 「酸素」（作曲・編曲）
- となりの坂田。
  - 「スーパーヒーロー」（作詞・作曲）
- 流れ星
  - 「おんなじ拳」（編曲）
- 花江夏樹
  - 「ヒーローインポッシボー」（作詞・作曲・編曲）
- 花れん
  - 「トビウオ」（作詞・作曲・編曲）
- みみめめMIMI
  - 「チョコレート革命」（編曲）
- 三森すずこ
  - 「チャンス！」（作曲・編曲※yamazoと共同編曲）
- May'n
  - 「未来ノート」（作詞・作曲・編曲）
  - 「あはっててっぺんっ」（作詞・作曲※May'nと共同作詞、やしきんと共同作曲）
- メロディーキッチン
  - 「歌う魚」（編曲）
  - 「きらきら」（編曲）
  - 「花束」（編曲）
- りぶ
  - 「不可侵領域デストロイヤー」（作詞・作曲・編曲）
- 和島あみ
  - 「永遠ループ」（作詞）
  - 「モノクロテリトリー」（作詞）

### アニメ作品等
- ゲーム『IDOLY PRIDE』
  - 「サヨナラから始まる物語」（作詞・作曲・編曲※岸田勇気と共同編曲）
  - 「星色のカレイドスコープ」（作曲※岸田勇気と共同作曲）
- 『アニソン!プレミアム!』
  - 「☆（きらりん）トリルで始まっちゃう！」（作曲 ※上松範康と共同作曲）
- Animelo Summer Live 2020/2021 -COLORS-
  - 「なんてカラフルな世界！」（作詞・作曲・編曲※Canvasと共同編曲）
- アニメ『異世界かるてっと』
  - 「異世界かるてっと」（作詞・作曲・編曲）
- アニメ『異世界かるてっと2』
  - 「異世界ショータイム」（作詞・作曲・編曲）
- アニメ映画『ウマ娘 プリティーダービー 新時代の扉』
  - 「Ready!! Steady!! Derby!!」（作詞・作曲）
- アニメ『A3!』
  - 「Act! Addict! Actors!」（作詞・作曲・編曲）
  - 「Circle of Seasons」（作詞・作曲・編曲）
- ゲーム『A3!』
  - 「MANKAI☆開花宣言」（作詞・作曲・編曲）
  - 「ワンダーランド・ア・ゴーゴー!!」（作詞・作曲・編曲）
  - 「奇天烈ポエマー」（作詞・作曲・編曲）
  - 「春夏秋冬☆Blooming!」（作詞・作曲・編曲）
  - 「ペテン師の憂鬱」（作詞・作曲）
  - 「Ever☆Blooming!」（作詞・作曲・編曲※奈良悠樹と共同編曲）
- 舞台『A3!』
  - 「The Show Must Go On!」（作詞・作曲・編曲）
- アニメ『【推しの子】』
  - 「サインはB」（作詞・作曲）
- アニメ『おばけずかん』
  - 「おばけずかんのうた 〜いつでもどこでも〜」（作曲）
  - 「おばけずかんのうた」（作詞・作曲・編曲※奈良悠樹と共同編曲）
- アニメ『けものフレンズ』
  - 「ようこそジャパリパークへ」（作詞・作曲・編曲）
    - 上記のとおりコーラスを含めた提供だが、大石本人の仮歌版が動画共有サイトで公開されている。なお、本曲はオーイシマサヨシとしての1stアルバム『仮歌』1曲目にフルコーラス収録。
- アニメ『けものフレンズ2』
  - 「乗ってけ！ジャパリビート」（作詞・作曲・編曲）
- ゲーム『けものフレンズ3』
  - 「け・も・の・だ・も・の」（作詞・作曲・編曲）
- ゲーム『けものフレンズぱびりおん』
  - 「フレ！フレ！ベストフレンズ」（作詞・作曲・編曲）
- アニメ『Back Street Girls -ゴクドルズ-』
  - 「ゴクドルミュージック」（作詞・作曲・編曲）
- アニメ『多田くんは恋をしない』
  - 「ラブソング」（編曲）
- アニメ『トライナイツ』
  - 「無限のトライ」（編曲※奈良悠樹と共同編曲）
- P's LIVE! 05
  - 「Let's Go!! 〜Sing For Tomorrow〜」（作曲）
- ドラマ『ファイブ』
  - 「学園天国」（編曲）
- 配信コンテンツ『PRELUDERS』
  - 「ヒーローライセンス」（作詞・作曲・編曲※うたたね歌菜と共同編曲）
- アニメ『枕男子』
  - 「枕男子」（作詞・作曲・編曲）
- アニメ『ラブ米 -WE LOVE RICE-』
  - 「浪漫飛行〜ラブライスver.〜」（編曲）
- アニメ『Re:ゼロから始める異世界生活』
  - 「ぼうやの夢よ」（作曲・編曲）

## 出演

### テレビ

#### バラエティ
- アニソン!プレミアム!（2019年6月30日 - 7月21日、NHK BSプレミアム）
- アニソンラバーズ-Anisong Lovers-（2019年4月20日 - 2020年3月21日、BSフジ）[80]
- 歌カツ! 〜歌うま中高生応援プロジェクト〜（2020年10月9日 - 10月30日、テレビ朝日）[81]
- オーイシ・えなこの夜の××（2021年7月29日 - 9月30日、テレビ神奈川、BS11）[82]
- 熱狂ライブ！MONSTER baSH 2024（2024年10月11日、NHK高松放送局）- ナレーション[83]

#### アニメ
- ダイヤのA〜Second Season〜 第18話（2015年） - 観客大石
- トミカ絆合体 アースグランナー 第33話（2020年） - 研究員
- ハナビちゃんは遅れがち 第4話・第6話（2022年[84]） - 青年、客A
- ぼさにまる 第79話（2023年） - ジロー

#### ドラマ
- 世にも奇妙な物語 '21 秋の特別編「優等生」（2021年11月6日、フジテレビ） - 河本伸明 役[28]
- 推しが上司になりまして（2023年10月5日、テレビ東京）[85]

### ラジオ
- AM808。マジっすよ!（2001年4月 - 2002年3月、MBSラジオ）
- Bサンデー（2002年4月 - 2004年3月、MBSラジオ）
- ライブスピカ（2002年11月、STVラジオ）
- Be アンビシャス（2002年12月、STVラジオ）
- ゴーゴーモンキーズ（2004年4月 - 2006年3月、MBSラジオ）
- 大石昌良のプライベートROOM（2008年5月 - 7月、月1回放送、MBSラジオ）
- Radio 014（2008年10月 - 、FM AICHI）
- Radio Fish（2012年10月 - 2013年3月、FMヨコハマ）
- あにげっちゅ（2021年4月 - 2022年3月、NHKラジオ第1）[86]
- オーイシマサヨシのMBSヤングタウン（2021年10月5日 - 、MBSラジオ）[87]
- アニソンプレミアムRADIO（2023年 - 、NHK-FM）

### インターネット配信
- 大石の旅は、こんなだ!（2007年8月 - 9月、Pod TV）[88]
- オーイシ×加藤のニコ生☆音楽王（2017年10月11日 - 2018年9月26日、ニコニコ生放送）[89]
- わけありベジー（2018年1月27日[注 7] - 、AbemaTV ウルトラゲームス※）[90]
- ぶいおん!!（2019年3月1日 - 、REALITY）[91]
- オーイシ×加藤のピザラジオ（2019年4月3日 - 2024年9月25日、YouTube / きゃにめプライム）
- オーイシ×仲村の想い出アニソン同好会（2020年11月12日 - 12月24日、2021年7月8日 - 、ファミリー劇場CLUB）[92]
- オーイシマサヨシ×鈴木愛理のアニソン神曲カバーでしょdeショー!!（2021年6月5日 - 、YouTube） - MC[93]

### コマーシャル
- 金冠堂「キンカン」（2020年6月 - ）
  - 「キンカンポップダンス かゆみ篇」「キンカンポップダンス 肩こり篇」（2021年3月31日 - ）[94]

### 雑誌
- Go!Go! GUITAR
  - 「大石昌良のおしゃべりアコギ」（2017年10月 - 2018年9月）
  - 「大石昌良のシンガーソングライター実践塾」（2018年10月 - 12月[注 8]）

### WEB連載
- 大石昌良の本音「音楽にも物語を」（2019年 - 、KAI-YOU）[96]

## 書籍

### 楽譜
- バンドスコア オーイシマサヨシ/OxT セレクション（ヤマハミュージックエンタテインメントホールディングス、2018年2月23日）ISBN 978-4-636-95251-3
- ピアノソロ オーイシマサヨシ 「仮歌」（ヤマハミュージックエンタテインメントホールディングス、2018年2月23日）ISBN 978-4-636-95250-6

### 単行本
- 『オーイシマサヨシ コーシキブック』（太田出版、2021年8月21日）ISBN 978-4-778-31771-3